# Szászokvölgyetanya
Szászvölgye (románul: Valea Sasului) falu Romániában, Maros megyében.

## Története
Kozmatelke község része. A trianoni békeszerződésig Kolozs vármegye Tekei járásához tartozott.

## Népessége
2002-ben 31 lakosa volt, ebből 31 román nemzetiségű.

## Vallások
A falu lakói közül 27-en ortodox, 4-en görögkatolikus hitűek.